# Рановизантијско утврђење и црква Св. Николе у Сијаринској бањи
Рановизантијско утврђење и црква Св. Николе у Сијаринској Бањи је археолошко налазиште и налази се на територији општине Медвеђа у Јабланичком округу. Налазиште је у приватној својини и проглашено је за непокретно културно добро. 

## Историја
Археолошко налазиште се налази на узвишеном платоу поред кога протиче Бањска река и чине га остаци утврђења са бедемом, једном кулом и црквом. Покретни археолошки налази су ретки док су у шуту видљиви делови опека рановизантијског периода. Утврђење и старији сакрални објекат подигнути су у 6. веку. На темељима старијег сакралног објекта у 14. веку подигнута је црква која је била живописана. Око цркве се налази гробље са гробним укопима покривеним хоризонталним надгробним плочама, а јужно од цркве утврђен је део зида ширине 1,5 m. На остацима те цркве започета је 1930. године изградња нове цркве, која није завршена. Данашња црква је саграђена 1988. године према новом пројекту. Археолошко налазиште је значајно због фортификационог, сакралног, културног и историјског континуитета на широј територији позноантичког града Јустинијане Приме (Царичин Град).